# 遺伝病子孫防止法
遺伝子病子孫防止法（いでんしびょうしそんぼうしほう、独：Gesetz zur Verhütung erbkranken Nachwuchses）、もしくは断種法（Sterilisation Law）とは、ドイツ国内の遺伝子疾患者に対する強制不妊手術を認めたナチス・ドイツの法律。1933年7月14日に制定された。
遺伝病子孫予防法、遺伝性疾患子孫防止法、遺伝病根絶法とも訳される。アメリカにおける優生法とよく似た内容であるが、アメリカが世界初の優生法制定国であるものの、戦前の先進国における優生学ブームが背景にある。この法律自体は、1933年から1945年までのドイツ国を支配したナチスが政権を握る前、ワイマール共和国時代末期の1932年に起草されたものである。

## 構成
対象者は以下に規定された

(1) 先天性精神薄弱
(2) 精神分裂病
(3) 循環精神病
(4) 遺伝性てんかん病
(5) 遺伝性舞踏病
(6) 遺伝性盲目病
(7) 遺伝性難聴
(8) 重度の遺伝性奇形